# Palestinas flagga

Arabiska revoltflaggan före 1922.

Palestinas flagga är en flagga som representerar Palestinska myndigheten och staten Palestina. Det är en trikolor i de panarabiska färgerna med en röd triangel närmast flaggstången. Den har sin bakgrund i symboler för den arabiska nationalismen sedan tiden för första världskriget.

## Historik
Flaggan bygger på arabiska revoltens flagga som skapades under första världskriget och som användes under kampen mot det osmanska riket 1916-1918. Flaggan blev relativt snabbt en symbol för arabisk självständighet och nationalism.
I den ursprungliga arabiska revoltens flagga ändrades 1922 ordningsföljden mellan fälten till svart-vitt-grönt och den icke-judiska befolkningen i Brittiska Palestinamandatet som främst bestod av araber och muslimer använde den inofficiellt som sin flagga.
Den 18 oktober 1948 började den arabiska revoltflaggan användas av den all-palestinska regeringen i Gazaremsan och Arabförbundet erkände flaggan som det palestinska folkets flagga. Den all-palestinska regeringen var i praktiken en exilregering, eftersom den hade sitt kontor i Egyptens huvudstad Kairo. Denna flagga användes till 1959, då Egypten (som vid denna tid ockuperade Gaza) förklarade den all-palestinska exilregeringen upplöst.
Den nuvarande flaggan, som har samma ordning på färgfälten som Jordaniens flagga, erkändes officiellt som Palestinas folks flagga av PLO 1964, som då hade övertagit de palestinska anspråken. Den 15 november 1988 utropade PLO flaggan som den officiella flaggan för Palestinska myndigheten. Idag används flaggan av palestinier och deras anhängare.